# Кана, Марко
Марко Кана (нидерл. Marco Kana; родился 8 августа 2002) — бельгийский футболист, защитник клуба «Андерлехт».

## Клубная карьера
Воспитанник футбольной академии «Андерлехта». В апреле 2019 года подписал с «Андерлехтом» свой первый профессиональный контракт. В основном составе бельгийского клуба дебютировал 4 августа 2019 года в матче высшего дивизиона чемпионата Бельгии против «Руаяль Мускрон-Перувельз». 20 октября 2019 года забил свой первый гол за «Андерлехт» в матче против «Сент-Трюйдена».

## Карьера в сборной
Выступал за сборные Бельгии до 16, до 17, до 19 лет и до 21 года. В мае 2019 года был капитаном бельгийцев на чемпионате Европы для игроков до 17 лет.